# Caccobius dybowskii
Caccobius dybowskii är en skalbaggsart som beskrevs av D'orbigny 1902. Caccobius dybowskii ingår i släktet Caccobius och familjen bladhorningar. Inga underarter finns listade.